# Miss Universum (musikalbum)
Miss Universum är en EP från 2007 av det svenska punkbandet Greta Kassler. Utgiven av skivbolagen Buzzbox Records och Trapdoor Records.

## Låtlista
1. Miss universum (2.40)
2. Daltonmoral (2.50)
3. Tala är guld (2.56)
4. Manselit (2.11)
5. Ge dom vad dom tål (3.44)